# Record oceaniani del nuoto
I record oceaniani del nuoto sono i tempi più veloci mai nuotati in una competizione, da un nuotatore rappresentante una nazione dell'Oceania. Tutti i record vengono ratificati dall'Oceania Swimming Association.
(Dati aggiornati al 19 aprile 2024)

## Vasca lunga (50m)

### Uomini
| Gara                     | Tempo    | +               | Atleta                                                                                            | Nazionalità   | Data             | Evento                            | Luogo                       | Ref    |
| ------------------------ | -------- | --------------- | ------------------------------------------------------------------------------------------------- | ------------- | ---------------- | --------------------------------- | --------------------------- | ------ |
| Stile libero             |          |                 |                                                                                                   |               |                  |                                   |                             |        |
| 50 m                     | 21"06    |                 | Cameron McEvoy                                                                                    | Australia     | 29 luglio 2023   | Campionati mondiali               | Fukuoka, Giappone           | [ 1 ]  |
| 100 m                    | 47"04    |                 | Cameron McEvoy                                                                                    | Australia     | 11 aprile 2016   | Campionati australiani            | Adelaide, Australia         | [ 2 ]  |
| 200 m                    | 1'44"06  |                 | Ian Thorpe                                                                                        | Australia     | 25 luglio 2001   | Campionati mondiali               | Fukuoka, Giappone           | [ 3 ]  |
| 400 m                    | 3'40"08  |                 | Ian Thorpe                                                                                        | Australia     | 30 luglio 2002   | Giochi del Commonwealth           | Manchester, Regno Unito     | [ 4 ]  |
| 800 m                    | 7'37”76  |                 | Samuel Short                                                                                      | Australia     | 26 luglio 2023   | Campionati mondiali               | Fukuoka, Giappone           | [ 5 ]  |
| 1500 m                   | 14'34"56 |                 | Grant Hackett                                                                                     | Australia     | 29 luglio 2001   | Campionati mondiali               | Fukuoka, Giappone           | [ 6 ]  |
| Dorso                    |          |                 |                                                                                                   |               |                  |                                   |                             |        |
| 50 m                     | 24"12    | sf              | Isaac Cooper                                                                                      | Australia     | 17 febbraio 2024 | Campionati mondiali               | Doha, Qatar                 | [ 7 ]  |
| 100 m                    | 52"11    |                 | Mitch Larkin                                                                                      | Australia     | 6 novembre 2015  | Coppa del mondo                   | Dubai, Emirati Arabi Uniti  | [ 8 ]  |
| 200 m                    | 1'53"17  |                 | Mitch Larkin                                                                                      | Australia     | 7 novembre 2015  | Coppa del mondo                   | Dubai, Emirati Arabi Uniti  | [ 9 ]  |
| Rana                     |          |                 |                                                                                                   |               |                  |                                   |                             |        |
| 50 m                     | 26"32    |                 | Sam Williamson                                                                                    | Australia     | 14 febbraio 2023 | Campionati mondiali di nuoto 2024 | Doha, Qatar                 | [ 10 ] |
| 100 m                    | 58"58    |                 | Brenton Rickard                                                                                   | Australia     | 27 luglio 2009   | Campionati mondiali               | Roma, Italia                | [ 11 ] |
| 200 m                    | 2'05"95  | Record mondiale | Zac Stubblety-Cook                                                                                | Australia     | 19 maggio 2022   | Campionati australiani            | Adelaide, Australia         |        |
| Farfalla                 |          |                 |                                                                                                   |               |                  |                                   |                             |        |
| 50 m                     | 22"73    |                 | Matthew Targett                                                                                   | Australia     | 27 luglio 2009   | Campionati mondiali               | Roma, Italia                | [ 12 ] |
| 100 m                    | 50"25    |                 | Matthew Temple                                                                                    | Australia     | 3 dicembre 2023  | Japan Open                        | Tokyo, Giappone             |        |
| 200 m                    | 1'54"15  |                 | Moss Burmester                                                                                    | Nuova Zelanda | 4 aprile 2009    | Campionati neozelandesi           | Christchurch, Nuova Zelanda | [ 13 ] |
| Misti                    |          |                 |                                                                                                   |               |                  |                                   |                             |        |
| 200 m                    | 1'55"72  |                 | Mitch Larkin                                                                                      | Australia     | 30 luglio 2009   | Campionati mondiali               | Roma, Italia                | [ 14 ] |
| 400 m                    | 4'08"70  |                 | Lewis Clareburt                                                                                   | Nuova Zelanda | 30 luglio 2022   | Giochi del Commonwealth           | Birmingham, Regno Unito     |        |
| Staffette a stile libero |          |                 |                                                                                                   |               |                  |                                   |                             |        |
| 4x100 m                  | 3'08"97  |                 | Flynn Southam Kai Taylor Maximillian Giuliani Kyle Chalmers                                       | Australia     | 27 luglio 2025   | Campionati mondiali               | Singapore                   | [ 15 ] |
| 4x200 m                  | 7'00"85  |                 | Clyde Lewis (1'45"58) Kyle Chalmers (1'45"37) Alexander Graham (1'45"05) Mack Horton (1'44"85)    | Australia     | 26 luglio 2019   | Campionati mondiali               | Gwangju, Corea del Sud      |        |
| Staffetta mista          |          |                 |                                                                                                   |               |                  |                                   |                             |        |
| 4x100 m                  | 3'28"64  |                 | Ashley Delaney (53"10) Brenton Rickard (57"80) Andrew Lauterstein (50"58) Matthew Targett (47"16) | Australia     | 2 agosto 2009    | Campionati mondiali               | Roma, Italia                | [ 16 ] |

Legenda:  - Record del mondo;

Record non ottenuti in finale: (b) - batteria; (sf) - semifinale; (s) - staffetta prima frazione.

### Donne
| Gara                     | Tempo    | +               | Atleta                                                                                                  | Nazionalità   | Data             | Evento                  | Luogo                   | Ref    |
| ------------------------ | -------- | --------------- | --- | ------------- | ---------------- | ----------------------- | ----------------------- | ------ |
| Stile libero             |          |                 | |               |                  |                         |                         |        |
| 50 m                     | 23"78    |                 | Cate Campbell                                                                                           | Australia     | 7 aprile 2018    | Giochi del Commonwealth | Gold Coast, Australia   |        |
| 100 m                    | 51"96    |                 | Emma McKeon                                                                                             | Australia     | 30 luglio 2021   | Giochi olimpici         | Tokyo, Giappone         |        |
| 200 m                    | 1'52"23  | Record mondiale | Ariarne Titmus                                                                                          | Australia     | 12 giugno 2024   | Trials australiani      | Brisbane, Australia     | [ 17 ] |
| 400 m                    | 3'55"38  | Record mondiale | Ariarne Titmus                                                                                          | Australia     | 23 luglio 2023   | Campionati mondiali     | Fukuoka, Giappone       | [ 18 ] |
| 800 m                    | 8'12"29  |                 | Ariarne Titmus                                                                                          | Australia     | 3 agosto 2024    | Giochi olimpici         | Parigi, Francia         |        |
| 1500 m                   | 15'40"14 |                 | Lauren Boyle                                                                                            | Nuova Zelanda | 4 agosto 2015    | Campionati mondiali     | Kazan', Russia          | [ 19 ] |
| Dorso                    |          |                 | |               |                  |                         |                         |        |
| 50 m                     | 26"86    | Record mondiale | Kaylee McKeown                                                                                          | Australia     | 20 ottobre 2023  | Coppa del Mondo         | Budapest, Ungheria      | [ 20 ] |
| 100 m                    | 57"33    |                 | Kaylee McKeown                                                                                          | Australia     | 21 ottobre 2023  | Coppa del Mondo         | Budapest, Ungheria      |        |
| 200 m                    | 2'03''14 | Record mondiale | Kaylee McKeown                                                                                          | Australia     | 10 marzo 2023    | NSW State Championships | Sydney, Australia       |        |
| Rana                     |          |                 | |               |                  |                         |                         |        |
| 50 m                     | 30"05    |                 | Chelsea Hodges                                                                                          | Australia     | 30 luglio 2022   | Giochi del Commonwealth | Birmingham, Regno Unito |        |
| 100 m                    | 1'05"09  |                 | Leisel Jones                                                                                            | Australia     | 20 marzo 2006    | Giochi del Commonwealth | Melbourne, Australia    | [ 21 ] |
| 200 m                    | 2'20"54  |                 | Leisel Jones                                                                                            | Australia     | 1º febbraio 2006 | Campionati australiani  | Melbourne, Australia    | [ 22 ] |
| Farfalla                 |          |                 | |               |                  |                         |                         |        |
| 50 m                     | 25"31    |                 | Holly Barratt                                                                                           | Australia     | 16 agosto 2019   | Coppa del Mondo         | Singapore, Singapore    |        |
| 100 m                    | 55''72   |                 | Emma McKeon                                                                                             | Australia     | 26 luglio 2021   | Giochi olimpici         | Tokyo, Giappone         |        |
| 200 m                    | 2'03"41  |                 | Jessicah Schipper                                                                                       | Australia     | 30 luglio 2009   | Campionati mondiali     | Roma, Italia            | [ 23 ] |
| Misti                    |          |                 | |               |                  |                         |                         |        |
| 200 m                    | 2'06"63  |                 | Kaylee McKeown                                                                                          | Australia     | 10 giugno 2023   | Campionati australiani  | Brisbane, Australia     | [ 24 ] |
| 400 m                    | 4'28"22  |                 | Kaylee McKeown                                                                                          | Australia     | 18 aprile 2024   | Campionati australiani  | Southport, Australia    | [ 25 ] |
| Staffette a stile libero |          |                 | |               |                  |                         |                         |        |
| 4x100 m                  | 3'27"96  | Record mondiale | Mollie O'Callaghan (52"08) Shayna Jack (51"69) Meg Harris (52"29) Emma McKeon (51"90)                   | Australia     | 23 luglio 2023   | Campionati mondiali     | Fukuoka, Giappone       | [ 26 ] |
| 4x200 m                  | 7'37"50  | Record mondiale | Mollie O'Callaghan (1'53"66) Shayna Jack (1'55"63) Brianna Throssell (1'55"80) Ariarne Titmus (1'52"41) | Australia     | 27 luglio 2023   | Campionati mondiali     | Fukuoka, Giappone       |        |
| Staffetta mista          |          |                 | |               |                  |                         |                         |        |
| 4x100 m                  | 3'51"60  |                 | Kaylee McKeown (58"01) Chelsea Hodges (1'05"57) Emma McKeon (55"91) Cate Campbell (52"11)               | Australia     | 1º agosto 2021   | Giochi olimpici         | Tokyo, Giappone         |        |

Legenda:  - Record del mondo;

Record non ottenuti in finale: (b) - batteria; (sf) - semifinale; (s) - staffetta prima frazione.

### Mista
| Gara                     | Tempo    | +               | Atleta                                                                                       | Nazionalità | Data           | Evento              | Luogo             | Ref |
| ------------------------ | -------- | --------------- | -------------------------------------------------------------------------------------------- | ----------- | -------------- | ------------------- | ----------------- | --- |
| Staffetta a stile libero |          |                 |                                                                                              |             |                |                     |                   |     |
| 4x100 m                  | 3'18"83  | Record mondiale | Jack Cartwright (48"14) Kyle Chalmers (47"25) Shayna Jack (51"73) Mollie O'Callaghan (51"71) | Australia   | 29 luglio 2023 | Campionati mondiali | Fukuoka, Giappone |     |
| Staffetta mista          |          |                 |                                                                                              |             |                |                     |                   |     |
| 4x100 m                  | 3'38''76 |                 | Kaylee McKeown (57"90) Joshua Yong (58"43) Matthew Temple (50"42) Mollie O'Callaghan (52"01) | Australia   | 3 agosto 2024  | Giochi olimpici     | Parigi, Francia   |     |

Legenda:  - Record del mondo;

Record non ottenuti in finale: (b) - batteria; (sf) - semifinale; (s) - staffetta prima frazione.

## Vasca corta (25m)

### Uomini
| Gara                     | Tempo    | +               | Atleta                                                                                       | Nazionalità   | Data                             | Evento                              | Luogo                          | Ref    |
| ------------------------ | -------- | --------------- | -------------------------------------------------------------------------------------------- | ------------- | -------------------------------- | ----------------------------------- | ------------------------------ | ------ |
| Stile libero             |          |                 |                                                                                              |               |                                  |                                     |                                |        |
| 50 m                     | 20"68    |                 | Kyle Chalmers                                                                                | Australia     | 28 ottobre 2021                  | Coppa del Mondo                     | Kazan', Russia                 |        |
| 100 m                    | 44"84    | Record mondiale | Kyle Chalmers                                                                                | Australia     | 29 ottobre 2021                  | Coppa del Mondo                     | Kazan', Russia                 |        |
| 200 m                    | 1'40"80  |                 | Cameron McEvoy                                                                               | Australia     | 27 novembre 2015                 | Campionati australiani              | Sydney, Australia              | [ 27 ] |
| 400 m                    | 3'34"58  |                 | Grant Hackett                                                                                | Australia     | 18 luglio 2002                   | 2nd Australian Grand Prix           | Sydney, Australia              | [ 28 ] |
| 800 m                    | 7'23"42  | Record mondiale | Grant Hackett                                                                                | Australia     | 20 luglio 2008                   | Victorian Championships             | Melbourne, Australia           | [ 29 ] |
| 1500 m                   | 14'10"10 |                 | Grant Hackett                                                                                | Australia     | 7 agosto 2001                    | Campionati australiani              | Perth, Australia               | [ 30 ] |
| Dorso                    |          |                 |                                                                                              |               |                                  |                                     |                                |        |
| 50 m                     | 22"52    | sf              | Isaac Cooper                                                                                 | Australia     | 15 dicembre 2022                 | Campionati mondiali                 | Melbourne, Australia           |        |
| 100 m                    | 49"03    | s               | Mitch Larkin                                                                                 | Australia     | 28 novembre 2015                 | Campionati australiani              | Sydney, Australia              | [ 31 ] |
| 200 m                    | 1'45"63  | Record mondiale | Mitch Larkin                                                                                 | Australia     | 27 novembre 2015                 | Campionati australiani              | Sydney, Australia              | [ 27 ] |
| Rana                     |          |                 |                                                                                              |               |                                  |                                     |                                |        |
| 50 m                     | 26"24    |                 | Christian Sprenger Grayson Bell                                                              | Australia     | 5 novembre 2013 17 dicembre 2022 | Coppa del Mondo Campionati mondiali | Singapore Melbourne, Australia |        |
| 100 m                    | 56"76    |                 | Joshua Yong                                                                                  | Australia     | 26 settembre 2024                | Campionati australiani              | Adelaide, Australia            | [ 32 ] |
| 200 m                    | 2'01"67  |                 | Joshua Yong                                                                                  | Australia     | 20 ottobre 2024                  | Coppa del Mondo                     | Shanghai, Cina                 |        |
| Farfalla                 |          |                 |                                                                                              |               |                                  |                                     |                                |        |
| 50 m                     | 22"24    |                 | Kyle Chalmers                                                                                | Australia     | 23 ottobre 2021                  | Coppa del Mondo                     | Doha, Qatar                    |        |
| 100 m                    | 48"62    |                 | Matthew Temple                                                                               | Australia     | 13 dicembre 2023                 | SASI Time Trial                     | Adelaide, Australia            |        |
| 200 m                    | 1'51"05  |                 | Moss Burmester                                                                               | Nuova Zelanda | 13 aprile 2008                   | Campionati mondiali                 | Manchester, Regno Unito        | [ 33 ] |
| Misti                    |          |                 |                                                                                              |               |                                  |                                     |                                |        |
| 100 m                    | 51"19    |                 | Kenneth To                                                                                   | Australia     | 20 ottobre 2013                  | Coppa del Mondo                     | Doha, Qatar                    | [ 34 ] |
| 200 m                    | 1'52"01  |                 | Kenneth To                                                                                   | Australia     | 11 agosto 2013                   | Coppa del Mondo                     | Berlino, Germania              | [ 35 ] |
| 400 m                    | 3'57"91  |                 | Thomas Fraser-Holmes                                                                         | Australia     | 28 novembre 2015                 | Campionati australiani              | Sydney, Australia              | [ 31 ] |
| Staffette a stile libero |          |                 |                                                                                              |               |                                  |                                     |                                |        |
| 4x100 m                  | 1'23"44  |                 | Isaac Cooper (21"25) Matthew Temple (20"75) Flynn Southam (21"10) Kyle Chalmers (20"34)      | Australia     | 15 dicembre 2022                 | Campionati mondiali                 | Melbourne, Australia           |        |
| 4x100 m                  | 3'04"63  |                 | Flynn Southam (47"04) Matthew Temple (46"06) Thomas Neill (46"55) Kyle Chalmers (44"98)      | Australia     | 13 dicembre 2022                 | Campionati mondiali                 | Melbourne, Australia           |        |
| 4x200 m                  | 6'46"54  |                 | Thomas Neill (1'41"50) Kyle Chalmers (1'40"35) Flynn Southam (1'41"50) Mack Horton (1'43"19) | Australia     | 16 dicembre 2022                 | Campionati mondiali                 | Melbourne, Australia           |        |
| Staffette miste          |          |                 |                                                                                              |               |                                  |                                     |                                |        |
| 4x50 m                   | 1'30"81  |                 | Isaac Cooper (22"66) Grayson Bell (25"92) Matthew Temple (21"75) Kyle Chalmers (20"48)       | Australia     | 17 dicembre 2022                 | Campionati mondiali                 | Melbourne, Australia           |        |
| 4x100 m                  | 3'18"98  | Record mondiale | Isaac Cooper (49"46) Joshua Yong (56"55) Matthew Temple (48"34) Kyle Chalmers (44"63)        | Australia     | 18 dicembre 2022                 | Campionati mondiali                 | Melbourne, Australia           |        |

Legenda:  - Record del mondo;

Record non ottenuti in finale: (b) - batteria; (sf) - semifinale; (s) - staffetta prima frazione.

### Donne
| Gara                     | Tempo    | +               | Atleta                                                                                              | Nazionalità   | Data                           | Evento                        | Luogo                               | Ref    |
| ------------------------ | -------- | --------------- | --------------------------------------------------------------------------------------------------- | ------------- | ------------------------------ | ----------------------------- | ----------------------------------- | ------ |
| Stile libero             |          |                 | |               |                                |                               |                                     |        |
| 50 m                     | 23"04    |                 | Emma McKeon                                                                                         | Australia     | 17 dicembre 2022               | Campionati mondiali           | Melbourne, Australia                |        |
| 100 m                    | 50"25    | Record mondiale | Cate Campbell                                                                                       | Australia     | 26 ottobre 2017                | Campionati australiani        | Adelaide, Australia                 | [ 36 ] |
| 200 m                    | 1'51"38  |                 | Ariarne Titmus                                                                                      | Australia     | 11 dicembre 2018               | Campionati mondiali           | Hangzhou, Cina                      |        |
| 400 m                    | 3'53"73  |                 | Lani Pallister                                                                                      | Australia     | 10 dicembre 2024               | Campionati mondiali           | Budapest, Ungheria                  |        |
| 800 m                    | 8'01"22  |                 | Lauren Boyle                                                                                        | Nuova Zelanda | 7 agosto 2013                  | Coppa del Mondo               | Eindhoven, Paesi Bassi              | [ 37 ] |
| 1500 m                   | 15'21"43 |                 | Lani Pallister                                                                                      | Australia     | 16 dicembre 2022               | Campionati mondiali           | Melbourne, Australia                |        |
| Dorso                    |          |                 | |               |                                |                               |                                     |        |
| 50 m                     | 25"38    |                 | Kaylee McKeown                                                                                      | Australia     | 18 ottobre 2024                | Coppa del Mondo               | Shanghai, Cina                      |        |
| 100 m                    | 54"89    | Record mondiale | Minna Atherton                                                                                      | Australia     | 27 ottobre 2019                | International Swimming League | Budapest, Ungheria                  |        |
| 200 m                    | 1'58"94  | Record mondiale | Kaylee McKeown                                                                                      | Australia     | 27 novembre 2020               | Campionati australiani        | Brisbane, Australia                 |        |
| Rana                     |          |                 | |               |                                |                               |                                     |        |
| 50 m                     | 29"50    |                 | Sarah Katsoulis                                                                                     | Australia     | 22 novembre 2009               | Coppa del Mondo               | Singapore                           | [ 38 ] |
| 100 m                    | 1'03"00  |                 | Leisel Jones                                                                                        | Australia     | 14 novembre 2009               | Coppa del Mondo               | Berlino, Germania                   | [ 39 ] |
| 200 m                    | 2'15"42  |                 | Leisel Jones                                                                                        | Australia     | 15 novembre 2009               | Coppa del Mondo               | Berlino, Germania                   | [ 40 ] |
| Farfalla                 |          |                 | |               |                                |                               |                                     |        |
| 50 m                     | 24"68    |                 | Alexandria Perkins                                                                                  | Australia     | 11 dicembre 2024               | Campionati mondiali           | Budapest, Ungheria                  |        |
| 100 m                    | 55"30    |                 | Alicia Coutts                                                                                       | Australia     | 9 novembre 2013                | Coppa del Mondo               | Tokyo, Giappone                     | [ 41 ] |
| 200 m                    | 2'02"88  |                 | Ellen Gandy                                                                                         | Australia     | 25 agosto 2013                 | Campionati australiani        | Sydney, Australia                   | [ 42 ] |
| Misti                    |          |                 | |               |                                |                               |                                     |        |
| 100 m                    | 57"53    |                 | Alicia Coutts                                                                                       | Australia     | 10 novembre 2013               | Coppa del Mondo               | Tokyo, Giappone                     | [ 43 ] |
| 200 m                    | 2'03''57 |                 | Kaylee McKeown                                                                                      | Australia     | 13 dicembre 2022               | Campionati mondiali           | Melbourne, Australia                |        |
| 400 m                    | 4'28"72  |                 | Ellen Fullerton                                                                                     | Australia     | 8 agosto 2009 26 novembre 2015 | Campionati australiani        | Hobart, Australia Sydney, Australia | [ 44 ] |
| Staffette a stile libero |          |                 | |               |                                |                               |                                     |        |
| 4x50 m                   | 1'34"23  |                 | Meg Harris (23"98) Madison Wilson (23"51) Mollie O'Callaghan (24"01) Emma McKeon (22"73)            | Australia     | 15 dicembre 2022               | Campionati mondiali           | Melbourne, Australia                |        |
| 4x100 m                  | 3'25"43  | Record mondiale | Mollie O'Callaghan (52"19) Madison Wilson (51"28) Meg Harris (52"00) Emma McKeon (49"96)            | Australia     | 13 dicembre 2022               | Campionati mondiali           | Melbourne, Australia                |        |
| 4x200 m                  | 7'30''87 | Record mondiale | Madison Wilson (1'53"13) Mollie O'Callaghan (1'52"83) Leah Neale (1'52"67) Lani Pallister (1'52"24) | Australia     | 14 dicembre 2022               | Campionati mondiali           | Melbourne, Australia                |        |
| Staffette miste          |          |                 | |               |                                |                               |                                     |        |
| 4x50 m                   | 1'42''35 | Record mondiale | Mollie O'Callaghan (25"49) Chelsea Hodges (29"11) Emma McKeon (24"43) Madison Wilson (23"32)        | Australia     | 17 dicembre 2022               | Campionati mondiali           | Melbourne, Australia                |        |
| 4x100 m                  | 3'44''92 |                 | Kaylee McKeown (55"73) Jenna Strauch (1'04"49) Emma McKeon (53"93) Meg Harris (50"76)               | Australia     | 18 dicembre 2022               | Campionati mondiali           | Melbourne, Australia                |        |

Legenda:  - Record del mondo;

Record non ottenuti in finale: (b) - batteria; (sf) - semifinale; (s) - staffetta prima frazione.

### Mista
| Gara                     | Tempo   | + | Atleta                                                                                       | Nazionalità | Data             | Evento              | Luogo                | Ref    |
| ------------------------ | ------- | - | -------------------------------------------------------------------------------------------- | ----------- | ---------------- | ------------------- | -------------------- | ------ |
| Staffetta a stile libero |         |   |                                                                                              |             |                  |                     |                      |        |
| 4x50 m                   | 1'28"03 |   | Kyle Chalmers (20"97) Matthew Temple (20"71) Meg Harris (23"73) Emma McKeon (22"62)          | Australia   | 16 dicembre 2022 | Campionati mondiali | Melbourne, Australia |        |
| Staffetta mista          |         |   |                                                                                              |             |                  |                     |                      |        |
| 4x50 m                   | 1'37"84 |   | Robert Hurley (23"46) Christian Sprenger (25"91) Alicia Coutts (25"19) Cate Campbell (23"28) | Australia   | 9 novembre 2013  | Coppa del Mondo     | Tokyo, Giappone      | [ 45 ] |

Legenda:  - Record del mondo;

Record non ottenuti in finale: (b) - batteria; (sf) - semifinale; (s) - staffetta prima frazione.